# Sinochlora tibetensis
Sinochlora tibetensis är en insektsart som beskrevs av Liu, C. och Kang 2007. Sinochlora tibetensis ingår i släktet Sinochlora och familjen vårtbitare. Inga underarter finns listade i Catalogue of Life.